# إيفا لانج
إيفا لانج (بالنرويجية البوكمول: Eva Lange)‏ هي مصممة مطبوعات نرويجية، ولدت في 15 يونيو 1944 في آرندال في النرويج، وتوفيت في 12 مايو 2017 في Hvaler ‏ في النرويج.